# Louis Lamothe
Louis Lamothe, född den 23 april 1822 i Lyon, död den 15 december 1869 i Paris, var en fransk målare.
Lamothe var läromästare för många framstående konstnärer, exempelvis Edgar Degas, James Tissot, Jules-Élie Delaunay, Henri Lerolle och Henri Regnault. Själv var han lärjunge till Hippolyte Flandrin och Jean-Auguste-Dominique Ingres.